# À l'origine (statue)
À l'origine est une statue réalisée par Fabien Mérelle et exposée au Havre. L'artiste lui a donné aussi un autre titre : Pentateuque.

## Histoire et contexte
Une première version de cette œuvre a été exposée à Hong Kong sous le titre Pentateuque en 2010. Une deuxième version a été placée au Havre en 2018 à l'occasion d'un été au Havre : il s'agit d'un événement culturel annuel sous l'égide du directeur artistique Jean Blaise. Certaines œuvres installées pour la première édition ont été pérennisées, comme le portique blanc intitulé UP#3 de Sabina Lang et Daniel Baumann et les cabines colorées par Karel Martens sur la plage, les arches de conteneurs de Vincent Ganivet sur le quai de Southampton ou les jets d'eau de Stéphane Thidet du bassin du Commerce. En revanche, les statues de Fabienne Mérelle, vandalisées, ont été retirées.

## Description
Exposée sur la digue Augustin-Normand près du port de plaisance, la sculpture mesure près de six mètres. Elle est montée sur un socle gris. La statue se composent de deux éléments monochromes blancs : un homme et un éléphant. Un homme courbé, crispé, l'artiste lui-même, ploie sous le poids d’un éléphant qui est en équilibre sur le dos. Le personnage porte un pantalon de pijama et un débardeur : une façon récurrente pour Fabien Mérelle de se représenter. 

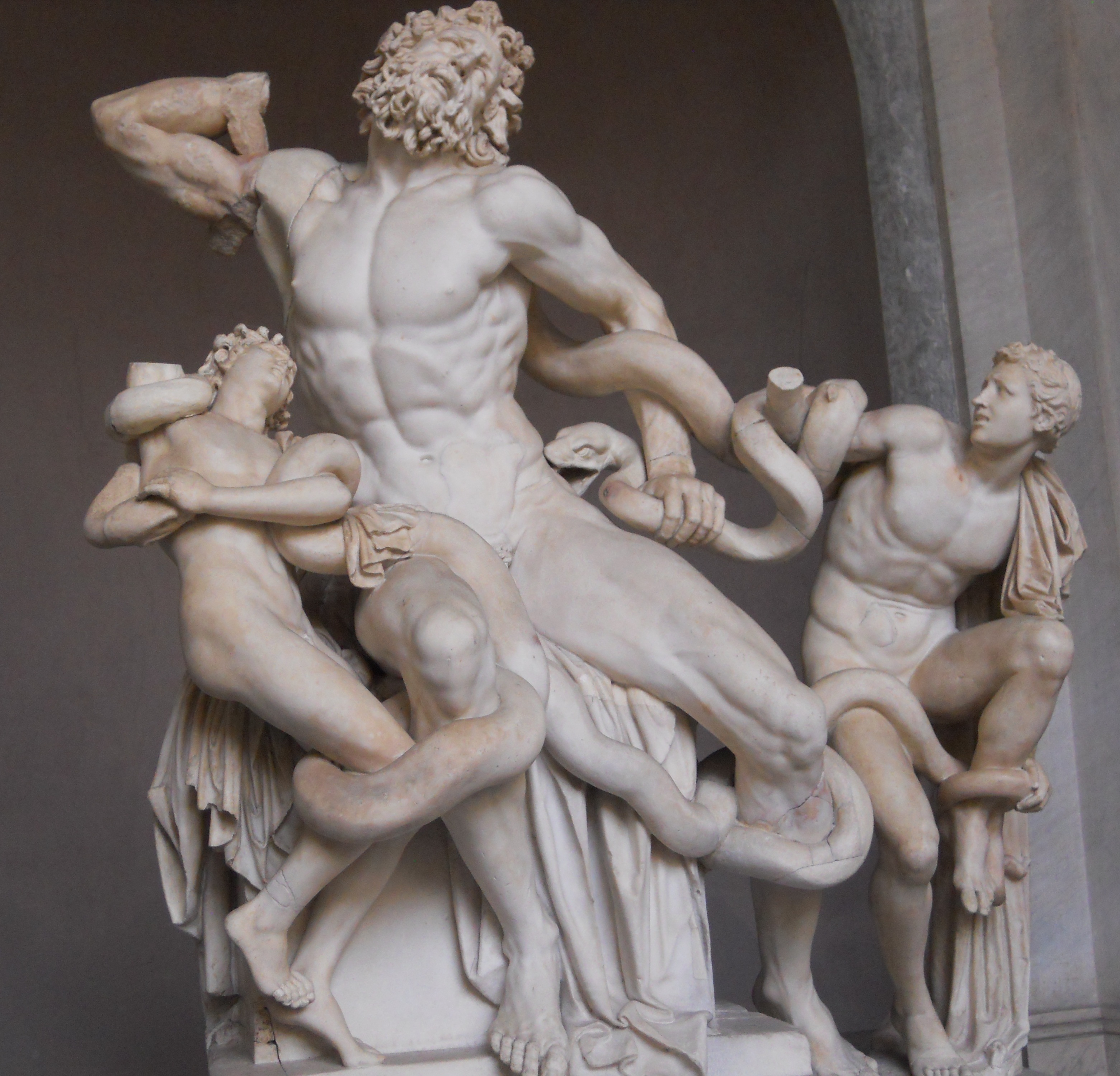
Le groupe du Laocoon, original hellénistique ou copie romaine à partir d'un modèle hellénistique, musée Pio-Clementino.

L'œuvre fait penser à une scène de cirque mais inversée. Les impressions qui se dégagent de l'œuvre sont la tension, l’équilibre précaire et l'attente de la chute. 
L'éléphant symbolise le poids de la tradition et de l’histoire : dans la culture, l'éléphant évoque la mémoire et la sagesse tandis que Pentateuque fait référence aux cinq premiers livres de la Bible. Cette œuvre renvoie donc au poids de ces écrits qui a conditionné l'Histoire de l'Humanité. 
On peut y voir une mise avant du poids de l'histoire pour la ville du Havre. En effet, la statue était exposée près du centre-ville reconstruit après les bombardements de la Seconde Guerre mondiale. 
L'artiste y met également une dimension autobiographique en évoquant le poids des responsabilités de l'artiste et du père qu'il est. Dans cette interprétation, A l'origine fait écho à une autre sculpture de Fabien Mérelle intitulée Jusqu'au bout du monde. Cette dernière représente un père portant son enfant sur les épaules et faisant face à la mer, au pied de la falaise. On peut noter le contraste entre les dimensions monumentales et l'exposition publique d'une scène qui raconte la vie privée et singulière de l'artiste.

## Ruptures et continuités
La statue est réaliste car les détails sont minutieux (rides du front de l'homme, plis de la peau de l'éléphant) ; mais l'artiste rend l’impensable possible et s'inscrit dans une certaine mesure dans le mouvement artistique du surréalisme. Elle peut aussi évoquer les tendances baroques de la sculpture hellénistique et peut être mise en relation avec la statue du Laocoon :  composition dynamique, tension de la scène, expressivité du visage, réalisme des détails, etc. La couleur blanche est aussi un rappel des marbres antiques qui ont perdu leurs couleurs avec le temps.